# Whitford (Nouvelle-Zélande)
Whitford est une banlieue située dans le sud-est de Auckland dans l'île du Nord de la Nouvelle-Zélande.

## Toponymie
Il existe plusieurs versions de la dénomination de la ville,.
Elle pourrait avoir été nommée d’après Richard Whitford, un homme qui faisait fonctionner un moulin à phormium sur le site, près de la localité de Waikopua et fut le facteur du secteur.
D’autres pensent que Whitford fait référence à « White-ford » sur la rivière Turanga Creek à l’extrémité de Sandstone Road, où le sel sèche quand la marée s’est retirée,.
Une autre possibilité est qu’elle aurait été nommée d’après le Whitefoord Park qui constitue une partie d’une vaste propriété ayant appartenu à L.D. Nathan, qui était initialement enregistrée comme Whitefoord Park dans le Wises Post Office Directory en 1875, mais avec le temps, elle fut mise en vente avec subdivision en lots en 1903 et elle fut connue alors comme Whitford Park.

## Histoire
Whitford est traditionnellement le domicile de la tribu (Iwi) maorie des Ngāi Tai (en), les descendants de Tainui, dont les wakas accostèrent près de l'embouchure du fleuve Turanga.
Les  Ngāi Tai avaient aussi des pā, dont les sites étaient Mangemangeroa, Moananui et Awakarihi (au-dessus de la carrière de Whitford).
Les premiers colons européens de Whitford furent George et William Trice, qui travaillèrent dans une ferme située sur Clifton Road en 1843.
La plupart des colons qui suivirent arrivèrent au milieu des années 1850.

## Activités économiques
- L’établissement Nathan de Whitford Park fournissait les plumes de ses autruches pour leur utilisation dans la mode dès 1869 et jusqu’en 1920[2].
- Des courses de chevaux furent aussi organisées ici. Cette pratique perdure encore actuellement[1].
- La briqueterie Granger située dans la ville, a fonctionné de 1878 jusqu’en 1920[2].
- La mine d’or Trices fut convertie en décharge. Aujourd’hui, du métal est encore extrait de ce site[1].
- Les transports se faisaient généralement par voie d’eau jusqu'aux années 1920, lorsque la route et les transports motorisés ont été améliorés[1].
- Aujourd’hui (en 2009), la localité de Whitford héberge un agent immobilier, un dentiste, une station service, un restaurant, une boutique de cadeaux et des fournitures pour restauration.

Des lotissements pour les ouvriers sont aménagés dans les bâtiments de certaines fermes.
- L’élevage des bœufs, des moutons, et la production de lait mais aussi du bois d’œuvre sont les principales sources de l’activité économique du secteur[1].
- Le jardin d’Ayrlies (en), l’un des jardins de Nouvelle-Zélande les plus réputés, est situé dans Whitford.